# مركز الخير أكطاية (كطاية)
مركز الخير أكطاية هي إحدى مشيخات المملكة المغربية، تتبع جغرافيا لإقليم بني ملال وإداريًا لكطاية. يقدر عدد سكانها بـ 4300 نسمة حسب الإحصاء الرسمي للسكان والسكنى لسنة 2004.